# Dryopteris yongdeensis
Dryopteris yongdeensis är en träjonväxtart som beskrevs av W. M. Chu och S.G.Lu. Dryopteris yongdeensis ingår i släktet Dryopteris och familjen Dryopteridaceae. Inga underarter finns listade.